# Zygmunt Łazarski
Zygmunt Łazarski (ur. 31 lipca 1885 w Warszawie, zm. 1943? w KL Auschwitz) – polski drukarz, kolekcjoner.
Był synem Władysława Łazarskiego od którego w 1914 przejął Drukarnię Łazarskich. W latach 1906–1909 uczestniczył w pracach konspiracyjnego związku Filaretów. Przygotowanie do zawodu odbył w Wiedniu, gdzie przebywał na praktyce w 1908. W 1920 został wybrany wiceprezesem pierwszego w kraju Towarzystwa Bibliofilów Polskich. Funkcję pełnił do 1928. 
W 1924 Łazarski, dla stworzenia Muzeum Polskiej Książki oddał wcześniej zakupiony przez siebie pałacyk przy ul. Bednarskiej (na Solcu). Plan powstania muzeum nigdy nie został zrealizowany a budynek został zniszczony w 1944. W 1925 został przyjęty w skład Naczelnej Rady Bibliofilskiej oraz do Towarzystwa Miłośników Exlibrisu. W tym samym czasie założył spółkę Zakłady Mechaniczne dla Przemysłu Graficznego. 
W 1934 Łazarski ogłosił bankructwo drukarni i wraz z rodziną wyjechał do Lwowa, gdzie rozpoczął pracę w tamtejszej Drukarni Związkowej. Tuż przed wybuchem II wojny światowej powrócił do Warszawy. 19 sierpnia 1940 Zygmunt Łazarski został aresztowany przez Gestapo w nielegalnym kasynie gry przy ul. Sienkiewicza 14/10. Co w nim robił – nie wiadomo. Wiadomo natomiast, że likwidacja kasyna nastąpiła na skutek meldunku złożonego przez Tadeusza Barszaka. 22 września 1940 Łazarski został przewieziony do obozu w KL Auschwitz. W księgach pamięci poświęconych Polakom deportowanym z dystryktu warszawskiego Zygmunt Łazarski został odnotowany pod numerem 4714. Informacja ta pochodzi z materiałów PCK w Krakowie, do którego zaraz po wojnie zwróciła się z zapytaniem o losy i fotografie siostra Zygmunta. W dokumentach brakuje jednak informacji o śmierci Łazarskiego. Urnę z prochami zmarłego męża przysłano jego żonie Hannie, która nie mając pewności, iż rzeczywiście są to prochy Zygmunta, przesyłki nie przyjęła.
W Warszawie posiadał własną kolekcję obrazów, rzeźb, drzeworytów, rycin, exlibrisów oraz bogaty księgozbiór liczący ok. 1.800 voluminów. Wszystko zostało zniszczone podczas powstania warszawskiego. Jego żona Hanna Teofila z van Dycków Łazarska od 1945 zamieszkała w Krakowie, gdzie zmarła w 1952.
16 listopada 1998 jego imieniem nazwano Zarząd bibliotek mokotowskich.